# Павле Булатовић
Павле Булатовић (Горњи Ровци, код Колашина, 13. децембар 1948 — Београд, 7. фебруар 2000) био је југословенски, српски и црногорски политичар, који је обављао дужност министра унутрашњих послова Црне Горе (1990 — 1992), затим савезног министра унутрашњих послова (1992 — 1993) и министра одбране Савезне Републике Југославије (1993 — 2000).
Убијен је у атентату у ресторану Фудбалског клуба Рад у Београду, 7. фебруара 2000. године.
Појединци тврде да иза његовог убиства стоји Мило Ђукановић, са којим је био у сукобу по питању одвајања Црне Горе из државне заједнице и којем је наводно запретио да ће му војним бродовима потопити глисере и бродове којима је шверцовао цигарете.